# Вудборн (Пенсилванија)
Вудборн (енгл. Woodbourne) насељено је место без административног статуса у америчкој савезној држави Пенсилванија.

## Демографија
По попису из 2010. године број становника је 3.851, што је 339 (9,7%) становника више него 2000. године.
| Група             | 2000.         | 2010.         |
| Белци             | 3.250 (92,5%) | 3.396 (88,2%) |
| Афроамериканци    | 66 (1,9%)     | 94 (2,4%)     |
| Азијати           | 112 (3,2%)    | 229 (5,9%)    |
| Хиспаноамериканци | 52 (1,5%)     | 91 (2,4%)     |
| Укупно            | 3.512         | 3.851         |